# Wereldkampioenschappen atletiek 2019/5000 m mannen
De 5000 meter voor mannen op de wereldkampioenschappen atletiek 2019 werd gehouden op 27 (heats) en 30 (finale) september. De uittredend kampioen was de Ethiopische atleet Muktar Edris. Hij wist zijn titel te prolongeren, en werd zo voor de tweede keer wereldkampioen, nadat hij in 2012 ook al wereldkampioen was geworden op deze afstand bij de junioren. 

## Uitslagen

### Legenda
- Q: Gekwalificeerd voor volgende ronde op basis van finishresultaat.
- q: Gekwalificeerd voor volgende ronde op basis van eindtijd.
- qR: Gekwalificeerd voor volgende ronde door de scheidsrechter
- NR: Nationaal Record
- SR: Beste seizoenstijd voor atleet
- PR: Persoonlijk record
- CR: Kampioenschapsrecord
- WR: Wereldrecord

### Heats

#### Kwalificatie
- Vanuit elke heat gaan de 5 snelste atleten door naar de finale.
- Verder gaan de vijf snelste atleten die nog niet gekwalificeerd zijn door naar de finale.

#### Heat 1
| Rang | Naam                          | Land              | Tijd     | Opmerking |
| ---- | ----------------------------- | ----------------- | -------- | --------- |
| 1    | Selemon Barega                | ETH               | 13.24,69 | Q         |
| 2    | Jacob Krop                    | KEN               | 13.24,94 | Q         |
| 3    | Muktar Edris                  | ETH               | 13.25,00 | Q,SR      |
| 4    | Jakob Ingebrigtsen            | NOR               | 13.25,20 | Q         |
| 5    | Mohammed Ahmed                | CAN               | 13.25,35 | Q         |
| 6    | Birhanu Balew                 | BRN               | 13.25,70 | q         |
| 7    | Andrew Butchart               | GBR               | 13.26,46 |           |
| 8    | Morgan McDonald               | AUS               | 13.26,80 |           |
| 9    | Ben True                      | USA               | 13.27,39 |           |
| 10   | Patrick Tiernan               | AUS               | 13.28,42 |           |
| 11   | Yemaneberhan Crippa           | ITA               | 13.29,08 |           |
| 12   | Julien Wanders                | SUI               | 13.38,95 |           |
| 13   | Robin Hendrix                 | BEL               | 13.39,69 |           |
| 14   | Oscar Chelimo                 | UGA               | 13.42,94 |           |
| 15   | Marc Scott                    | GBR               | 13.47,12 |           |
| 16   | Richard Ringer                | GER               | 13.49,20 |           |
| 17   | Jamal Abdelmaji Eisa Mohammed | Vluchtelingenteam | 14.15,32 |           |
| 18   | Tariq Ahmed Al Amri           | KSA               | 14.21,19 |           |
| 19   | Braima Suncar Dabó            | GBS               | 18.10,87 | PR        |
|      | Jonathan Busby                | ARU               | DSQ      | DSQ       |

#### Heat 2
| Rang | Naam                         | Land              | Tijd     | Opmerking |
| ---- | ---------------------------- | ----------------- | -------- | --------- |
| 1    | Paul Chelimo                 | USA               | 13.20,18 | Q         |
| 2    | Telahun Haile Bekele         | ETH               | 13.20,45 | Q         |
| 3    | Filip Ingebrigtsen           | NOR               | 13.20,52 | Q         |
| 4    | Stewart McSweyn              | AUS               | 13.20,58 | Q         |
| 5    | Nicholas Kipkorir Kimeli     | KEN               | 13.20,82 | Q         |
| 6    | Isaac Kimeli                 | BEL               | 13.20,99 | q         |
| 7    | Henrik Ingebrigtsen          | NOR               | 13.21,22 | q         |
| 8    | Hassan Mead                  | USA               | 13.22,11 | q,SR      |
| 9    | Justyn Knight                | CAN               | 13.25,95 |           |
| 10   | Stephen Kissa                | UGA               | 13.27,36 |           |
| 11   | Bouh Ibrahim                 | DJI               | 13.36,39 |           |
| 12   | Ben Connor                   | GBR               | 13.36,92 |           |
| 13   | Sam Parsons                  | GER               | 13.38,53 |           |
| 14   | Abadi Hadis                  | ETH               | 13.42,89 |           |
| 15   | Soufiyan Bouqantar           | MAR               | 14.03,16 |           |
| 16   | Tachlowini Gabriyesos        | Vluchtelingenteam | 14.28,11 |           |
|      | Said El Otmani               | ITA               | DNF      | DNF       |
|      | Gerald Nicolas Giraldo Villa | COL               | DNF      | DNF       |
|      | Viro Ma                      | CAM               | DNF      | DNF       |

### Finale
| Rang   | Naam                     | Land | Tijd     | Opmerking |
| ------ | ------------------------ | ---- | -------- | --------- |
| Goud   | Muktar Edris             | ETH  | 12.58,85 | SR        |
| Zilver | Selemon Barega           | ETH  | 12.59,70 |           |
| Brons  | Mohammed Ahmed           | CAN  | 13.01,11 |           |
| 4      | Telahun Haile Bekele     | ETH  | 13.02,29 |           |
| 5      | Jakob Ingebrigtsen       | NOR  | 13.02,93 |           |
| 6      | Jacob Krop               | KEN  | 13.03,08 | PR        |
| 7      | Paul Chelimo             | USA  | 13.04,60 | PR        |
| 8      | Nicholas Kipkorir Kimeli | KEN  | 13.05,27 |           |
| 9      | Birhanu Balew            | BRN  | 13.14,66 |           |
| 10     | Justyn Knight            | CAN  | 13.26,63 |           |
| 11     | Hassan Mead              | USA  | 13.27,05 |           |
| 12     | Stewart McSweyn          | AUS  | 13.30,41 |           |
| 13     | Henrik Ingebrigtsen      | NOR  | 13.36,25 |           |
| 14     | Isaac Kimeli             | BEL  | 13.44,29 |           |
|        | Filip Ingebrigtsen       | NOR  | DNF      | DNF       |